# Jesse Owens
James Cleveland „Jesse“ Owens (* 12. September 1913 in Oakville, Lawrence County, Alabama; † 31. März 1980 in Tucson, Arizona) war ein US-amerikanischer Leichtathlet.
Während seiner aktiven Sportlerlaufbahn stellte er mehrere Weltrekorde auf. International bekannt wurde Owens durch seine Siege bei den Olympischen Spielen 1936 im Deutschen Reich. Mit vier Goldmedaillen (Erstplatzierung bei drei Sprintdisziplinen und beim Weitsprung) war er deren erfolgreichster Athlet.

## Leben

### Name
Den Spitznamen „Jesse“ erhielt er von einer Lehrerin. Diese hatte seinen Akzent nicht verstanden, als er ihr sagte, dass man ihn J. C. nenne. Owens war das jüngste von zehn Kindern einer Farmpächter-Familie, die aus Alabama nach Ohio zog.

### Sportlicher Aufstieg
Leichtathletik war in Owens’ Jugendzeit bereits ein sehr angesehener Sport, und schon in der Schule wurde sein Talent von seinem Sportlehrer Charles Riley entdeckt und gefördert. In seinem Geburtsstaat Alabama herrschte strikte Rassentrennung, sodass Owens als Afroamerikaner nach seinem Highschool-Abschluss nur auf eine „schwarze“ Universität hätte gehen können. Er zog es vor, knapp nördlich der Mason-Dixon-Linie an der Ohio State University in Columbus zu studieren. Hier konnte er auch gegen Weiße starten, sofern die Wettkämpfe in Ohio und weiter nördlich, nicht jedoch weiter südlich (auf der anderen Seite des Ohio Rivers) stattfanden. Bei solchen Wettkämpfen musste er zu Hause bleiben, sodass er einen sehr gemischten Wettkampfkalender hatte. An der Universität wurde Owens von Larry Snyder trainiert, der ihn zum ersten schwarzen Mannschaftskapitän an der Ohio State University machte.
Owens erhielt aufgrund seiner athletischen Begabung ein Stipendium, das entsprechend den Regeln die hohen Studiengebühren und Vollpension, nicht aber Taschengeld und Geld für Bücher, Wäsche etc. enthielt. Somit war er wie alle Sportler, deren (weiße und/oder schwarze) Eltern nichts zum Studium beisteuern konnten, darauf angewiesen, sich ein Zubrot zu verdienen. Hierbei half die Universität, indem sie ihn als Liftboy auf dem Campus der Universität sowie als Page im Parlament Ohios anstellen ließ. Anderen Quellen zufolge erhielt Owens kein Stipendium von der Universität, sondern die Universität verschaffte Owens’ Vater eine feste Anstellung. In dieser Zeit herrschte in den USA die Weltwirtschaftskrise. Wohnen auf dem Campus wäre noch teurer gewesen, da schwarze Wohngegenden in Ohio preiswerter als weiße waren. Dies und seine fehlenden finanziellen Möglichkeiten schlossen ihn weitgehend vom sozialen Leben seiner Mannschaftskollegen aus.
Im Sommer 1933 gewann Jesse Owens bei den Meisterschaften der amerikanischen Schuljugend den 100-Yards-Lauf in 9,4 Sekunden, den 220-Yards-Lauf in 20,7 Sekunden sowie den Weitsprung mit 7,56 Meter. Daraufhin sah man ihn als die „größte Begabung unter den jungen Leichtathleten“ in den USA an. Anfang 1935 erzielte der „Wunderläufer“ in einer Hallensportveranstaltung in New York zwei Weltrekorde (Weitsprung mit 7,85 Meter sowie 60-Meter-Lauf in 6,6 Sekunden).
Am 24. Mai 1935 soll Owens sich bei einer übermütigen Rauferei, bei der er im Treppenhaus des Studentenwohnheims stürzte, eine Verletzung am Rücken zugezogen haben, woraufhin ihm sein Trainer Larry Snyder dazu riet, seine Teilnahme an dem für den Folgetag geplanten Wettkampf abzusagen. Dennoch stellte Jesse Owens am 25. Mai 1935 in Ann Arbor, Michigan bei der Big Ten Conference auf den Sportanlagen der University of Michigan innerhalb von 45 Minuten fünf neue Weltrekorde auf, einen Weltrekord stellte er ein. Um 15:15 Uhr egalisierte er mit 9,4 s den bisherigen Weltrekord über 100 Yards (91,44 m). Um 15:25 Uhr sprang er die Weltrekordweite von 8,13 m, die erst am 12. August 1960 von Ralph Boston überboten wurde. Auf weitere Versuche verzichtete er. Um 15:45 Uhr siegte er im Lauf über 220 Yards (201 m) mit 20,3 s, wobei er den Weltrekord um drei Zehntelsekunden verbesserte. Gleichzeitig wurde diese Zeit als Verbesserung des Weltrekords über die kürzere 200-Meter-Strecke anerkannt. Um 16:00 Uhr brach er mit 22,6 s als erster Läufer die 23-Sekunden-Marke auf der 220-Yards-Hürden-Strecke. Auch diese Zeit wurde als Weltrekord über die 200-Meter-Hürden-Strecke anerkannt. Am folgenden Tag war in den Zeitungen wenig Resonanz auf die Weltrekorde Owens’ zu finden, der als „Ohio State Negro“ abgetan wurde und tags zuvor von keinem Reporter interviewt worden war.
Der Sprinter Bob Collier erinnerte sich Jahrzehnte später: „Zwar waren fast alle im Feld die schnelleren Starter als Jesse, aber nach 30 Yards hatte er die Sache zu seinen Gunsten entschieden.“ Der Hürdenläufer Francis Cretzmeyer beschrieb Owens’ Teilnahme am Weitsprungwettbewerb mit den Worten: „Dass er nur diesen einzigen Versuch tat, setzte jedermann in Erstaunen. Jesse sprang sehr hoch, höher als der Kopf des an der Grube sitzenden Kampfrichters.“ Owens’ Trainer Larry Snyder berichtete: „Jesse schien über die Piste zu schweben. Er streichelte sie geradezu. Von den Hüften an aufwärts bewegte er den Körper praktisch nicht – er hätte eine volle Kaffeetasse auf dem Kopf balancieren können und nichts davon verschüttet.“
Um das Entsenden der Olympiamannschaft ins Deutsche Reich zu finanzieren, wurden die Olympiaausscheidungswettkämpfe am 11./12. Juli in Randalls Island, N.Y. ausgetragen, kurz vor der Abreise nach Berlin von New York City aus. Hierdurch zahlten die Sportler (bzw. ihre Vereine oder Universitäten) die Anreise nach New York. Auch die Olympiaausscheidungswettkämpfe aller anderen Sportarten fanden nördlich der Mason-Dixon-Line statt, um sicherzustellen, dass zumindest bei diesen keine Rassendiskriminierung stattfand, die es in den Südstaaten verboten hätte, dass Weiße und Afroamerikaner im selben Sportfest starten.

### Olympische Spiele 1936

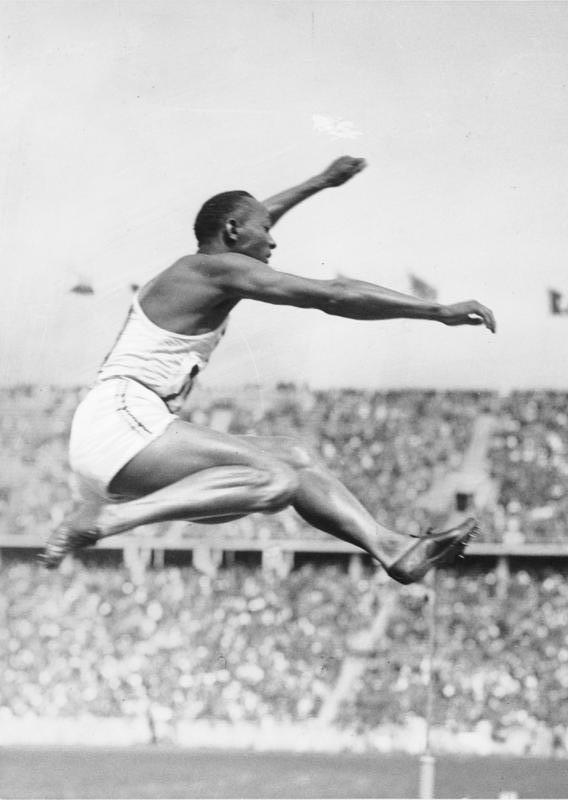
Jesse Owens beim Weitsprung

Owens bezog in der US-amerikanischen Presse erst spät eine politische Position bezüglich der Olympischen Spiele im Dritten Reich. In einem Land, das dunkelhäutige und jüdische Athleten diskriminiere, wollte er nicht antreten. Von seinem Trainer Larry Snyder wurde er dafür scharf kritisiert und ihm wurde die Bedeutung der Olympischen Spiele für seine Sportkarriere verdeutlicht. Dem öffentlichen Druck geschuldet, entsandte das United States Olympic Committee mit Avery Brundage einen Beobachter nach Berlin, um über die dortigen Verhältnisse zu berichten und über den Start der US-amerikanischen Olympiateilnehmer zu entscheiden. Am 15. Juli 1936 machte sich Owens zusammen mit 382 weiteren US-amerikanischen Sportlern an Bord eines Schiffs aus New York auf den Weg nach Berlin. Kurz vor dem Ablegen gab Owens gegenüber Vertretern der Presse an Bord eine Erklärung ab, in der er ankündigte, er wolle drei Medaillen gewinnen, nämlich im 100-Meter-Lauf, im 200-Meter-Lauf sowie im Weitsprung. Am 6. August 1936 forderte der Duisburger Jude Abraham Adolf Kaiser Jesse Owens in einem anonymen Brief auf, gegen den Rassismus im Deutschen Reich zu protestieren.
Bei den Olympischen Spielen 1936 gewann der 1,78 m große und 75 kg schwere Owens, der mit Schuhwerk von Adolf Dassler antrat, vier Goldmedaillen (100 Meter, Weitsprung, 200 Meter und 4-mal 100 Meter) und wurde damit der Athlet mit den meisten Goldmedaillen dieser Spiele. Owens erzählte später, dass er im zweiten Wettbewerb, dem Weitsprung, in der Qualifikation nach zwei Fehlversuchen zu scheitern drohte, doch habe der Deutsche Luz Long, der zu dem Zeitpunkt einen neuen Olympiarekord aufgestellt hatte, ihm den Tipp gegeben, seine Absprungposition einige Zentimeter vor dem eigentlichen Absprungbrett zu markieren, um auf Nummer sicher zu gehen. Owens folgte dem Rat, qualifizierte sich und gewann letztendlich Gold, während Long Silber errang. Diese lange verbreitete Legende ist jedoch widerlegt; die Fachzeitschrift Der Leichtathlet schrieb am 5. August 1936, beide Athleten hätten die geforderte Weite bereits im zweiten Versuch erreicht. 1965 räumte Owens gegenüber Olympiahistoriker Tom Ecker in einem Interview ein: „Das sind Geschichten, die die Leute hören wollen.“ Der erste, der Owens nach seinem Sieg gratulierte, war jedoch tatsächlich Long. Owens kommentierte dies später mit den Worten:

“It took a lot of courage for him to befriend me in front of Hitler. You can melt down all the medals and cups I have and they wouldn’t be a plating on the 24-karat friendship I felt for Luz Long at that moment. Hitler must have gone crazy watching us embrace. The sad part of the story is I never saw Long again. He was killed in World War II.”

„Es kostete ihn viel Mut, sich vor den Augen Hitlers mit mir anzufreunden. Man könnte alle Medaillen und Pokale, die ich habe, einschmelzen, und sie würden nicht für eine Schicht über die 24-Karat-Freundschaft, die ich in diesem Moment für Luz Long empfand, reichen. Hitler muss wahnsinnig geworden sein, als er uns umarmen sah. Das Traurige an der Geschichte ist, dass ich Long nie mehr gesehen habe. Er wurde im Zweiten Weltkrieg getötet.“

Owens’ Woche 
| Tag           | Uhrzeit | Wettkampf                | Ergebnis      | Rekord                |
| ------------- | ------- | ------------------------ | ------------- | --------------------- |
| So, 2. August | 11:29   | 100 m Vorlauf            | 1. (10,3 s)   | olympischer Rekord    |
|               | 15:04   | 100 m Zwischenlauf       | 1. (10,2 s)   | Weltrekord (ungültig) |
| Mo, 3. August | 15:30   | 100 m Halbfinale         | 1. (10,4 s)   |                       |
|               | 17:00   | 100 m                    | Gold (10,3 s) |                       |
| Di, 4. August | 10:45   | 200 m Vorlauf            | 1. (21,1 s)   | olympischer Rekord    |
|               | 11:13   | Qualifikation Weitsprung |               |                       |
|               | 15:44   | 200 m Zwischenlauf       | 1. (21,1 s)   |                       |
|               | 18:00   | Weitsprung               | Gold (8,06 m) | olympischer Rekord    |
| Mi, 5. August | 15:05   | 200 m Halbfinale         | 1. (21,3 s)   |                       |
|               | 18:00   | 200 m                    | Gold (20,7 s) | olympischer Rekord    |
| Sa, 8. August | 15:00   | 4 × 100 m Vorlauf        | 1. (40,0 s)   | Weltrekord            |
| So, 9. August | 15:15   | 4 × 100 m                | Gold (39,8 s) | Weltrekord            |

### Persönliche Bestleistungen
| Strecke    | Zeit    |
| ---------- | ------- |
| 060 Yards  | 06,1 s  |
| 100 Yards  | 09,4 s  |
| 100 Meter  | 10,2 s  |
| 200 Meter  | 20,7 s  |
| 220 Yards  | 20,3 s  |
| Weitsprung | 08,13 m |

### Fehlende Anerkennung zu Hause

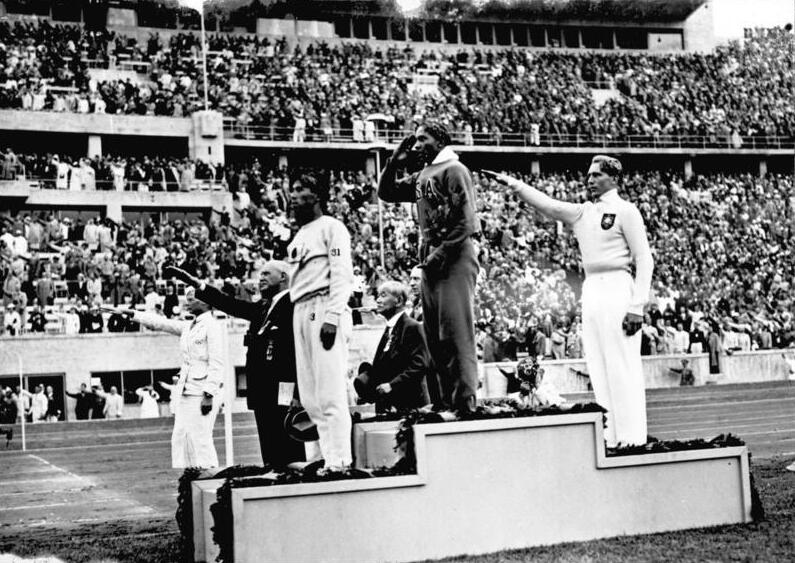
Siegerehrung des olympischen Weitsprungwettbewerbs 1936

Direkt im Anschluss an die Olympischen Spiele wurde Owens zusammen mit dem US-amerikanischen Leichtathletikteam von Avery Brundage nach London zu weiteren Wettkämpfen geschickt. Die Bedingungen für die Sportler waren dort recht schlecht, weshalb sich Owens auf den Heimweg in die USA machte, wo er seine Frau nach drei Monaten wiedersah. Wegen des Abbruchs der Europatournee des Leichtathletikteams wurde Owens von Brundage suspendiert und ihm zugleich der Amateurstatus des Leichtathletikverbands entzogen. Dies führte dazu, dass Owens keine Starterlaubnis an Sportveranstaltungen des Amateurverbands mehr erhielt.
Nach den Spielen hatte Owens Schwierigkeiten, seinen Lebensunterhalt zu verdienen, weswegen er mit 23 Jahren auf Anraten seines Trainers Larry Snyder seine Sportkarriere beendete. Er machte daraufhin Werbung für den Sport, hauptsächlich aber für sich selbst. In 100-Meter-Schaurennen gab er Läufern aus der Region jeweils 10 oder 20 Meter Vorsprung und gewann dennoch. Er trat auch gegen Rennpferde über eine Distanz von 100 Yards (91,44 m) an und gewann. Später entschuldigte er sich für diese Schauläufe: „Es war schlimm, aus olympischen Höhen herab zu kommen und gegen Tiere anzutreten, aber ich musste irgendwie überleben, die vier Goldmedaillen konnte man ja nicht essen.“ „Ich war zum Spektakel geworden, ein verrückter Kerl.“ Später fand man den Trick heraus: Owens startete jeweils gegen höchst reizbare Vollblüter, die beim Startschuss derart erschraken, dass sie erst verzögert starteten. Weiterhin trat er gegen Motorräder und Windhunde an und erhielt auf der Party eines Millionärs 1000 US-Dollar für einen vorgeführten Weitsprung auf der Rasenfläche von dessen Anwesen.
Owens eröffnete eine Reinigung und trat in Nachtclubs sowie Varietés auf. Später wurde er Tellerwäscher in einem Hotel. Er tourte als Dirigent einer Jazz-Band durch die USA, wodurch er ein Vermögen verdiente, das er jedoch an der Börse wieder verlor. Er wurde wegen Steuerbetrugs angeklagt und musste 1939 Bankrott anmelden. Daraufhin machte er sich mit einer PR-Agentur in den USA selbständig. Zudem war er als Redner beim Banquet Circuit tätig, wo er primär von den Olympischen Spielen 1936 in Berlin berichtete.

### Späte Anerkennung
Erst nachdem Owens 1955 von Dwight D. Eisenhower zum „Botschafter des Sports“ ernannt und um die Welt geschickt worden war, besserte sich seine finanzielle Situation, da er diverse Werbeangebote erhielt.
Im Sommer des Jahres 1964 besuchte Owens erneut Berlin, um einen Dokumentarfilm über seine Karriere als Sportler zu drehen. Diese Produktion, an der Jesse Owens als Erzähler neben Luz Longs älterem Sohn Kai Long beteiligt war, erschien 1966 unter dem Titel Jesse Owens Returns to Berlin.
Owens, der 35 Jahre lang Kettenraucher gewesen war, starb im Alter von 66 Jahren an den Folgen von Lungenkrebs. Er wurde auf dem Oak Woods Cemetery in Chicago beigesetzt. Zusammen mit seiner Frau hinterließ er drei Töchter: Marlene Owens Rankin, Beverly Owens Prather und Gloria Owens Hemphill.

## Ehrungen

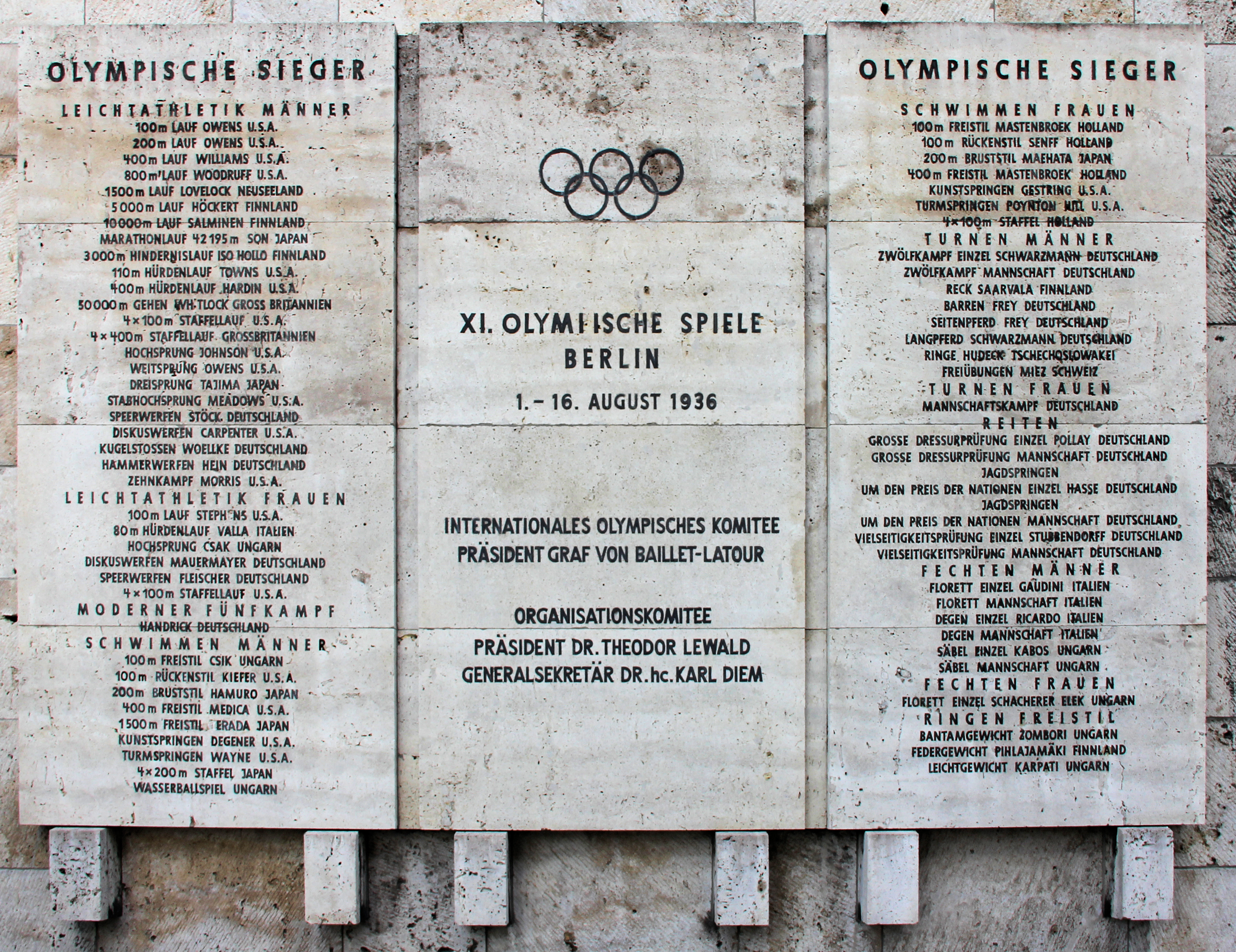
Gedenktafel am Olympiastadion Berlin, in Berlin-Westend

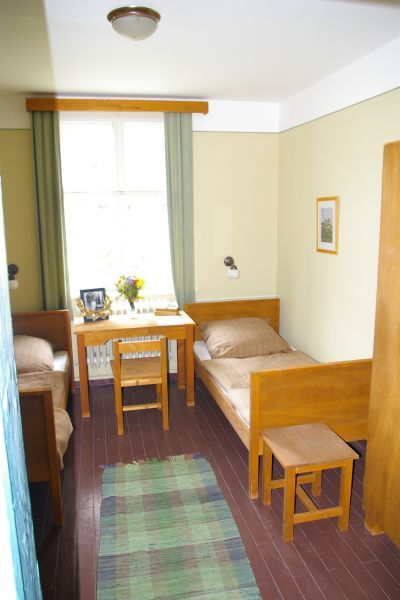
Im olympischen Dorf rekonstruiertes Zimmer von Jesse Owens (2007)

In Ann Arbor, wo er 1935 innerhalb von 45 Minuten sechs Weltrekorde erzielte, erinnert eine Gedenktafel, die sich an der südöstlichen Ecke des Ferry Field befindet, an die Leistungen von Jesse Owens.
1936 wurde Owens mit der Sportler des Jahres-Auszeichnung von Associated Press geehrt.
An den Wänden des Marathontors des Berliner Olympiastadions sind die Sieger der olympischen Wettbewerbe verewigt worden. Die Ehrentafel, die seinen Namen trägt, besuchte Jesse Owens 1951.
1955 wurde Owens von Dwight D. Eisenhower zum „Botschafter des Sports“ ernannt und um die Welt geschickt.
1973 überreichte der deutsche Generalkonsul Constantin von Dziembowski in Los Angeles Owens das am 15. März 1973 vom Bundespräsidenten verliehene Bundesverdienstkreuz 1. Klasse. Damit würdigte er Owens’ Einsatz für internationale Verständigung sowie dessen Bemühungen, nach dem Zweiten Weltkrieg Fehlvorstellungen über das deutsche Volk zu korrigieren.
1976 erhielt Owens durch Präsident Gerald Ford die Presidential Medal of Freedom verliehen sowie 1990 postum die Congressional Gold Medal durch George H. W. Bush, der ihn „einen olympischen und amerikanischen Helden, an jedem Tag seines Lebens“ bezeichnete, nachdem Jimmy Carter zu Owens’ Lebzeiten über diesen als „lebende Legende“ gesprochen hatte.
1984 wurde in Berlin mit der Jesse-Owens-Allee unweit des Berliner Olympiastadions eine Straße nach ihm benannt. 1985/86 wurde eine neue „Jesse-Owens-Straße“ in Nottuln in Nordrhein-Westfalen benannt; auch in Augsburg und Bad Schwartau existieren Straßen dieses Namens.
1996 wurde der Asteroid (6758) Jesseowens nach ihm benannt.
Bei den Leichtathletik-Weltmeisterschaften 2009 kehrte die US-Nationalmannschaft erstmals ins Berliner Olympiastadion zurück und trug nach einer Sondergenehmigung des Weltverband IAAF ein Emblem auf der linken Brust, das die Initialen „JO“ als Hommage an Jesse Owens zeigte. Die Medaillenvergabe des Weitsprungwettbewerbs der Herren nahmen Owens’ Enkelin Marlene Dortch aus Maryland und Longs Enkeltochter Julia Vanessa Long aus Münster-Hiltrup gemeinsam vor. Zeitgleich mit den Leichtathletik-Weltmeisterschaften 2009 wurde im Haus des Deutschen Sports unweit des Olympiastadions eine Fotoausstellung mit dem Titel „Jesse Owens – eine Sportlegende“ präsentiert.
2012 wurde Owens in die IAAF Hall of Fame aufgenommen.
Die von Jesse Owens 1936 in Berlin gewonnenen olympischen Goldmedaillen zählen zu den berühmtesten und wertvollsten Medaillen der Sportgeschichte. Von David Kohler, dem Präsidenten des US-amerikanischen Auktionshauses SCP, wurde Anfang November 2013 gegenüber dem US-amerikanischen Sportsender ESPN spekuliert, dass bei der bevorstehenden Versteigerung einer Goldmedaille von Jesse Owens ein siebenstelliger US-Dollar-Betrag erzielt werden könne.

## Verhältnis zu führenden Politikern

### Adolf Hitler
Häufig wird behauptet, Adolf Hitler, der bei einigen Wettkämpfen von Owens im Stadion anwesend war, habe ihm die Anerkennung für seine herausragenden Leistungen verweigert. Hitler wäre aber gar nicht in der Lage gewesen, einen direkten Affront gegenüber Owens zu begehen, weil er auf Intervention des IOC und entsprechend dem olympischen Protokoll ab dem zweiten Wettkampftag keinem Gewinner mehr seine Glückwünsche aussprach. Als Baldur von Schirach vorschlug, Hitler solle sich gemeinsam mit Owens fotografieren lassen, geriet er angeblich wegen dieser „schweren Beleidigung“ außer sich vor Wut. In seiner Autobiografie schrieb Owens jedoch, Hitler sei aufgestanden und habe ihm zugewinkt.

“When I passed the Chancellor he arose, waved his hand at me, and I waved back at him. I think the writers showed bad taste in criticizing the man of the hour in Germany.”

„Als ich am Kanzler vorbeikam, stand er auf, winkte mir zu und ich winkte zurück. Ich denke, die Journalisten zeigten schlechten Geschmack, als sie den Mann der Stunde in Deutschland kritisierten.“

Valerie von Poson, die 1936 als Sekretärin für das Nationale Olympische Komitee tätig war, begleitete Owens nach dessen Gewinn der vierten Goldmedaille zum Stand von Hitler. Ralf Schreiber, der Owens als offizieller Dolmetscher bei den Olympischen Spielen begleitete, berichtete: „Als wir circa 30 Meter entfernt waren und Hitler uns sah, stand er auf und mit ihm zwei SS-Gruppenführer und zwei Generäle und sie verließen eiligst den Hitler-Stand, um zu vermeiden, die Hand eines amerikanischen Goldmedaillensiegers und Negers zu berühren.“
Gegen das hartnäckige Gerücht, Hitler habe Owens den Handschlag verweigert, wurden verschiedene Einwände vorgebracht: Demnach habe Hitler tatsächlich Jesse Owens nicht persönlich gratuliert, aber an diesem Tag auch keinem anderen Athleten die Hand gereicht. Am ersten Tag der Spiele hatte er noch allen deutschen Athleten gratuliert, was ihm Ärger mit dem Olympischen Komitee einbrachte. Aus Gründen der olympischen Neutralität müsse er allen Athleten gratulieren oder keinem. Hitler entschied sich für Letzteres und gab von da an generell keinem Athleten mehr als Ausdruck der Anerkennung seiner Leistungen die Hand.
Eine andere Version lautet, Hitler habe Owens die Hand gegeben, jedoch abseits der Pressefotografen. In den 1960er Jahren habe Owens mit einem Foto des Handschlags zwischen ihm und Hitler versucht, die Legende zu bekämpfen. Doch die Journalisten hätten die Veröffentlichung aus ideologischen Gründen verweigert:

“The predominating opinion in post-war Germany was that Hitler had ignored Owens. We therefore decided not to report on the photo. The consensus was that Hitler had to continue to be painted in a bad light in relation to Owens.”

„Die vorherrschende Meinung im Nachkriegsdeutschland war, dass Hitler Owens ignoriert habe. Wir entschieden daher, nicht über das Foto zu berichten. Der Konsens war, dass Hitler in Bezug zu Owens weiterhin in einem schlechten Licht gezeichnet werden musste.“

### Franklin D. Roosevelt
Franklin D. Roosevelt, 1933–1945 demokratischer Präsident der Vereinigten Staaten, hatte Owens kein Glückwunsch-Telegramm nach Berlin geschickt. Zudem weigerte er sich, Owens und die 17 anderen afro-amerikanischen Athleten im Weißen Haus zu empfangen, Roosevelt steckte damals mitten im Wahlkampf und fürchtete sich vor den Reaktionen aus den Südstaaten, falls er den „Neger“ Owens ehren sollte. Diese sogenannte Black Gang, sechzehn Männer und zwei Frauen, gewann acht der 24 Gold-, vier der 20 Silber- und zwei der zwölf Bronzemedaillen der US-Mannschaft, die aus insgesamt 310 Teilnehmern bestand. Für sie war die Zeit in Berlin eine völlig neue freiheitliche Erfahrung: Sie konnten Bus fahren, einkaufen gehen, im olympischen Dorf gab es keine Rassentrennung und wenn sie in einem Café einen Kaffee bestellten, dann bekamen sie diesen auch; zudem bekamen sie sehr viel Unterstützung und hatten eine große Fangemeinde. Trotz der vier gewonnenen Goldmedaillen wurde Owens auch weiterhin die gesellschaftliche Anerkennung in den USA verwehrt, so dass er bei der Siegesfeier im New Yorker Hotel Waldorf Astoria einen Warenaufzug nehmen musste. „Einerseits wollte Amerika sie im Team haben, damit sie Medaillen gewannen. Aber als sie dann Medaillen gewonnen haben, hat man sie missachtet“, konstatierte Filmemacherin und Autorin Riley Draper. Owens kommentierte dies in Bezug zu Hitler:

“Hitler didn’t snub me – it was Franklin D. Roosevelt who snubbed me. The president didn’t even send me a telegram.”

„Nicht Hitler hat mich brüskiert, sondern Franklin D. Roosevelt. Der Präsident hat mir nicht einmal ein Telegramm geschickt.“

„Mein Großvater hat gar nicht erwartet, dass Hitler ihn empfangen oder ihm gratulieren würde. Deshalb konnte ihn Hitler gar nicht beleidigen, sondern nur der Präsident der Vereinigten Staaten, der sich weigerte, ihm zu gratulieren. Das war eine Beleidigung, die meinen Großvater tief getroffen hat.“

## Filme
- Jesse Owens Returns to Berlin, Dokumentation, 1966
- Jesse Owens – Idol und Legende, Fernsehfilm von 1984 (192 Minuten Spieldauer), mit Dorian Harewood als Jesse Owens
- Jesse Owens. Der schnellste Mann der Welt. TV-Dokumentation, USA, Dauer: ca. 45 Minuten; Produzent und Regisseur: Laurens Grant (Firelight Films), Autor: Stanley Nelson, Erstausstrahlung: 1. Mai 2012 in der PBS-Serie American Experience,[35] deutsche Erstausstrahlung: 16. Juli 2012 (ARD), Redaktion: Beate Schlanstein[36].
- Zeit für Legenden (Originaltitel Race), Kinofilm von Stephen Hopkins mit Stephan James als Jesse Owens, 2016
- Duell der Brüder – Die Geschichte von Adidas und Puma, Fernsehfilm von Oliver Dommenget mit Kamghe Gaba als Jesse Owens, 2016